# Marxistisch-Leninistisch Centrum Nederland
Het Marxistisch-Leninistisch Centrum Nederland (MLCN) was een maoïstische splintergroepering, opgericht in 1965 als opvolger van het Marxistisch-Leninistisch Centrum Rotterdam en de Kameradengroep uit Amsterdam, beide oorspronkelijk maoïstische groepen binnen de CPN. Leidende figuren in de MLCN waren Nico Schrevel en Daan Monjé. Het MLCN gaf een blad uit met de naam Spartacus, in 1965 omgedoopt tot Rode Tribune. 
De 'Kameradengroep' bleek later een opzetje van de Binnenlandse Veiligheidsdienst BVD rond agent Peter Boevé. Enkele leden die zich Marxistisch-Leninistische Partij van Nederland noemden, gingen rond 1970 apart verder nadat Peter Boevé uit het MLCN was gezet. Later bleek dat ook zijn MLPN vanaf het begin een door de Binnenlandse Veiligheidsdienst geleide fake-organisatie is geweest.
Eind jaren zestig wist het MLCN vooral via de Rode Tribune nieuwe invloed te winnen onder jongeren en studenten. In 1970 veranderde het zijn naam in Kommunistiese Eenheidsbeweging Nederland. Volgens documentatie van het Centraal Comité van de Albanese Partij van de Arbeid ondersteunde het 'Solidariteitsfonds' van die partij het MLCN in de periode 1964-1991 met 44.500 dollar.